# Alcmeònida (poema)
L'Alcmeònida (en grec antic: Ἀλκμεωνίς, Alkmeōnís, o també Ἀλκμαιωνίς, Alkmaiōnís") és una epopeia grega primerenca perduda que es considera que formava part del Cicle tebà, inclòs dins del Cicle èpic. Les fonts antigues només donen set referències a l'Alcmeònida, i totes deixen clar que no se'n coneixia l'autor.
L'obra sembla que explicava la història d'Alcmeó, un dels epígons, fill d'Amfiarau. L'esposa d'Amfiarau, Erifile, havia empès al seu marit a participar en la Guerra dels set Cabdills contra Tebes, encara que hi havia un oracle que havia dit que moriria si hi anava. Alcmeó va venjar la mort del seu pare matant la seva mare Erifile, i va ser per aquest fet, perseguit per les Erínies venjadores.